# Pholidoscelis auberi
Espèce
Synonymes
- Ameiva auberi Cocteau, 1838
- Ameiva thoracica Cope, 1863
- Ameiva auberi thoracica Cope, 1863
- Ameiva auberi abducta Schwartz, 1970
- Ameiva auberi atrothorax Schwartz, 1970
- Ameiva auberi bilateralis McCoy, 1970
- Ameiva auberi cacuminis Schwartz, 1970
- Ameiva auberi citra Schwartz, 1970
- Ameiva auberi denticola Schwartz, 1970
- Ameiva auberi extorris Schwartz, 1970
- Ameiva auberi extraria Schwartz, 1970
- Ameiva auberi felis McCoy, 1970
- Ameiva auberi focalis McCoy, 1970
- Ameiva auberi galbiceps Schwartz, 1970
- Ameiva auberi garridoi Schwartz, 1970
- Ameiva auberi gemmea Schwartz, 1970
- Ameiva auberi granti Schwartz, 1970
- Ameiva auberi hardyi Schwartz, 1970
- Ameiva auberi kingi McCoy, 1970
- Ameiva auberi llanensis Schwartz, 1970
- Ameiva auberi marcida Schwartz, 1970
- Ameiva auberi multilineata McCoy, 1970
- Ameiva auberi obsoleta McCoy, 1970
- Ameiva auberi paulsoni Schwartz, 1970
- Ameiva auberi peradusta Schwartz, 1970
- Ameiva auberi procer Schwartz, 1970
- Ameiva auberi pullata Schwartz, 1970
- Ameiva auberi richmnondi McCoy, 1970
- Ameiva auberi sabulicolor Schwartz, 1970
- Ameiva auberi secta Schwartz, 1970
- Ameiva auberi sublesta Schwartz, 1970
- Ameiva auberi ustulata Schwartz, 1970
- Ameiva auberi zugi Schwartz, 1970
- Ameiva auberi orlandoi Schwartz & McCoy, 1975
- Ameiva auberi sanfelipensis Garrido, 1975
- Ameiva auberi behringensis Lee & Schwartz, 1985
- Ameiva auberi parvinsulae Lee & Schwartz, 1985
- Ameiva auberi sideroxylon Lee & Schwartz, 1985
- Ameiva auberi vulturnus Lee & Schwartz, 1985
- Ameiva auberi nigriventris Gali & Garrido, 1987
- Ameiva auberi schwartzi Gali & Garrido, 1987

Pholidoscelis auberi est une espèce de sauriens de la famille des Teiidae.

## Répartition
Cette espèce se rencontre à Cuba et aux Bahamas.

## Liste des sous-espèces
Selon The Reptile Database (27 mai 2016) :
- Pholidoscelis auberi abducta (Schwartz, 1970)
- Pholidoscelis auberi atrothorax (Schwartz, 1970)
- Pholidoscelis auberi auberi (Cocteau, 1838)
- Pholidoscelis auberi behringensis (Lee & Schwartz, 1985)
- Pholidoscelis auberi bilateralis (McCoy, 1970)
- Pholidoscelis auberi cacuminis (Schwartz, 1970)
- Pholidoscelis auberi citra (Schwartz, 1970)
- Pholidoscelis auberi denticola (Schwartz, 1970)
- Pholidoscelis auberi extorris (Schwartz, 1970)
- Pholidoscelis auberi extraria (Schwartz, 1970)
- Pholidoscelis auberi felis (McCoy, 1970)
- Pholidoscelis auberi focalis (McCoy, 1970)
- Pholidoscelis auberi galbiceps (Schwartz, 1970)
- Pholidoscelis auberi garridoi (Schwartz, 1970)
- Pholidoscelis auberi gemmea (Schwartz, 1970)
- Pholidoscelis auberi granti (Schwartz, 1970)
- Pholidoscelis auberi hardyi (Schwartz, 1970)
- Pholidoscelis auberi kingi (McCoy, 1970)
- Pholidoscelis auberi llanensis (Schwartz, 1970)
- Pholidoscelis auberi marcida (Schwartz, 1970)
- Pholidoscelis auberi multilineata (McCoy, 1970)
- Pholidoscelis auberi nigriventris (Gali & Garrido, 1987)
- Pholidoscelis auberi obsoleta (McCoy, 1970)
- Pholidoscelis auberi orlandoi (Schwartz & McCoy, 1975)
- Pholidoscelis auberi parvinsulae (Lee & Schwartz, 1985)
- Pholidoscelis auberi paulsoni (Schwartz, 1970)
- Pholidoscelis auberi peradusta (Schwartz, 1970)
- Pholidoscelis auberi procer (Schwartz, 1970)
- Pholidoscelis auberi pullata (Schwartz, 1970)
- Pholidoscelis auberi richmnondi (McCoy, 1970)
- Pholidoscelis auberi sabulicolor (Schwartz, 1970)
- Pholidoscelis auberi sanfelipensis (Garrido, 1975)
- Pholidoscelis auberi schwartzi Gali & Garrido, 1987)
- Pholidoscelis auberi secta (Schwartz, 1970)
- Pholidoscelis auberi sideroxylon (Lee & Schwartz, 1985)
- Pholidoscelis auberi sublesta (Schwartz, 1970)
- Pholidoscelis auberi thoracica (Cope, 1863)
- Pholidoscelis auberi ustulata (Schwartz, 1970)
- Pholidoscelis auberi vulturnus (Lee & Schwartz, 1985)
- Pholidoscelis auberi zugi (Schwartz, 1970)

## Publications originales
- Cocteau & Bibron, 1843 : Reptiles, p. 1-143 in Sagra, 1843 : Historia Física, Politica y Natural de la Isla de Cuba. Arthus Bertrand, Paris, vol. 4 (texte intégral).
- Cope, 1863 "1862"  : Synopsis of the species of Holcosus and Ameiva, with diagnoses of new West Indian and South American Colubridae. Proceedings of the Academy of Natural Sciences of Philadelphia, vol. 14, p. 60-82 (texte intégral).
- Gali & Garrido 1987 : Two new subspecies of Ameiva auberi (Reptilia: Teiidae) from Cuba. Caribbean Journal of Science, vol. 22, no 3/4, p. 165-173.
- Garrido 1975 : Nuevos reptiles del Archipielago Cubano. Poeyana, no 141, p. 1-58.
- Lee & Schwartz 1985 : Four new subspecies of Ameiva auberi (Sauria, Teiidae) from the Bahama Islands. Annals of Carnegie Museum, vol. 54, no 2, p. 11-21.
- Schwartz & McCoy, 1970 : A systematic review of Ameiva auberi Cocteau (Reptilia, Teiidae) in Cuba and the Bahamas. I. The Cuban subspecies. II: The Bahamian subspecies. III. Discussion. Annals of the Carnegie Museum, vol. 41, no 4, p. 45-168.
- Schwartz & McCoy, 1975 : A New Name for a Cuban Ameiva (Reptilia: Teiidae). Herpetologica, vol. 31, no 2, p. 240.